# Reinhard Oppel
Reinhard Oppel (* 13. November 1878 in Grünberg; † 21. November 1941 in Leipzig) war ein deutscher Musikwissenschaftler, Komponist und Musikpädagoge.

## Leben und Werk
Reinhard Oppel studierte am Hochschen Konservatorium in Frankfurt am Main.
Reinhard Oppel wirkte von 1903 bis 1909 als Organist in Bonn. 1911 promovierte er mit einer Arbeit über Jakob Meiland in München. Im selben Jahr wurde er Kompositionslehrer am Konservatorium in Kiel. Hier habilitierte er sich 1923 an der Universität mit Beiträgen zur Melodielehre. 1928 wurde Reinhard Oppel Lehrer für die musiktheoretischen Fächer am Landeskonservatorium Leipzig. Er veröffentlichte zahlreiche Aufsätze vor allem im Bach-Jahrbuch und in der Zeitschrift für Musikwissenschaft (ZFMw).
Reinhard Oppels kompositorisches Werk umfasst Orgel-, Chor- und Klavierwerke sowie Kammermusik. 1922 wurde zur Verbreitung seines Werkes eine Oppel-Gemeinde gegründet.
Reinhard Oppel verhielt sich „spätestens seit Juli 1933 gegenüber dem Naziregime kritisch, indem er beispielsweise den Hitlergruß verweigerte“ und „den Namen Hitlers grundsätzlich nicht aussprach“. Er machte aus seiner Opposition zu den Nationalsozialisten keinerlei Hehl. „Bis 1938 spielte er nicht nur in evangelischen und katholischen Kirchen, sondern auch […] in Leipziger Synagogen die Orgel.“ „Sein unangepasstes Auftreten […], der Stil seiner Kompositionen, seine Weigerung, sich der Reichsmusikkammer anzuschließen,“ und nicht zuletzt seine Beziehungen zu einem jüdischen Ehepaar dem Musikwissenschaftler Heinrich Schenker und seiner Frau Jeanette sorgten dafür, dass Oppel zunehmend in eine kulturelle Außenseiterrolle geriet. Aus Protest gegen den erzwungenen Rückzug seines Kollegen und Freundes Theodor Litt als Rektor und Professor der Universität Leipzig 1937 gab Reinhard Oppel schließlich im gleichen Jahr seine Lehrbefugnis an dieser Universität zurück.
Zu seinem 60. Geburtstag wurde Oppel wegen seiner musikalischen Verdienste zum Ehrenbürger seines Geburtsortes Grünberg ernannt. Als das Sächsische Landeskonservatorium Leipzig zur Hochschule für Musik erklärt wurde, wurde Oppel nicht der Professorentitel verliehen. Reinhard Oppel starb im November 1941 an einem Herzinfarkt, nachdem er zuvor wegen seines schlechten Gesundheitszustandes infolge einer Angina pectoris vom Wehrdienst freigestellt worden war.